# Sawunggaling
Sawunggaling is een bestuurslaag in het regentschap Soerabaja van de provincie Oost-Java, Indonesië. Sawunggaling telt 24.642 inwoners (volkstelling 2010).